# Castell de Carles V (Hondarribia)
El castell de Carles V és una fortificació localitzada al municipi d'Hondarribia (Guipúscoa), al País Basc, actualment destinat a parador i considerat un dels edificis més significatius de la ciutat.

## Història
Existia l'any 1200 i tenia planta quadrangular amb cubs aproximadament circulars als angles, dels quals en resten actualment vestigis visibles de dos. Fou ampliat considerablement per Carles V, que el dotà d'una gran plataforma artillera rectangular a la qual devem la representativa façana actual de l'edifici.
Durant la major part de la seva història fou una caserna i residència del governador de la plaça militar. Ha patit molts avatars al llarg de la seva història: el 1660 servia de residència de la família reial espanyola durant el casament de la infanta espanyola amb el futur rei francès Lluís XIV de França a la propera illa dels Faisans. El 1794 quedà greument danyat per les tropes franceses. A principis del segle xx l'edifici estava en ruïnes. El 1968 fou rehabilitat i transformat en parador, funció que continua tenint en l'actualitat, i és l'únic d'aquesta xarxa d'hotels estatals que és a la província de Guipúscoa. La façana principal ha estat modificada per tal de dotar-la de més monumentalitat, incorporant un escut i un guardapols, alhora que se n'han canviat alguns carreus.

## Galeria d'imatges

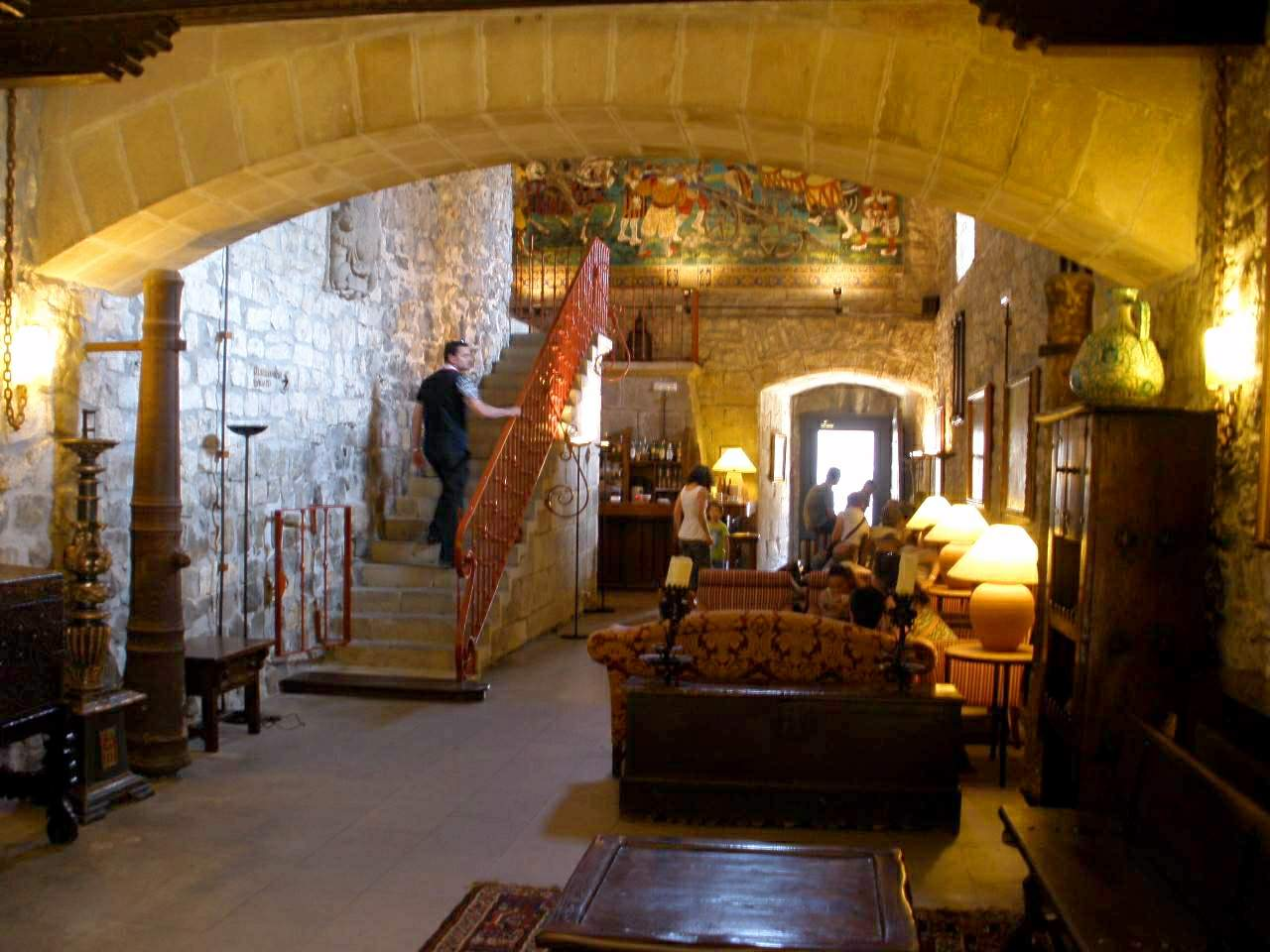
Saló d'entrada
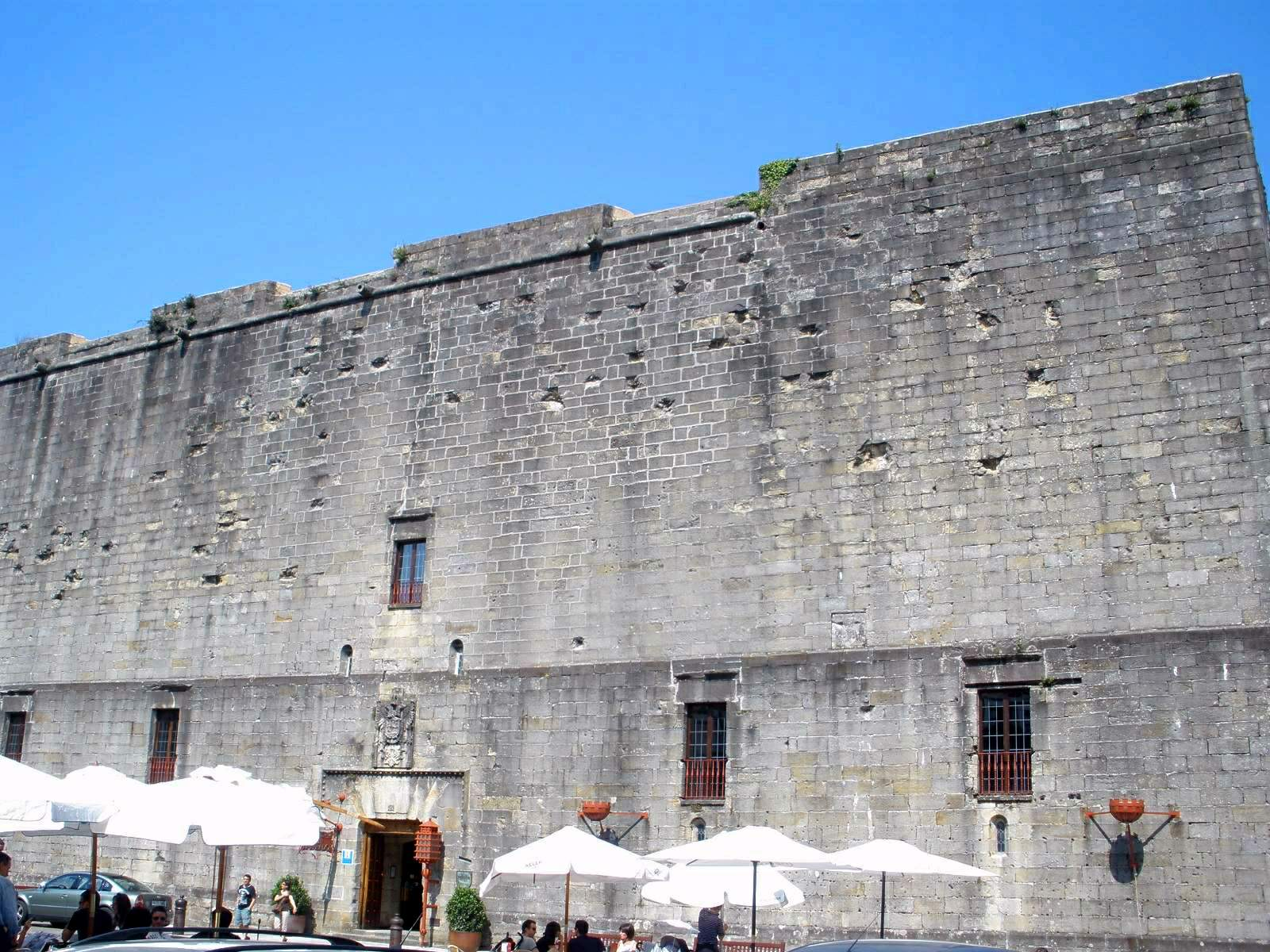
Façana de l'edifici
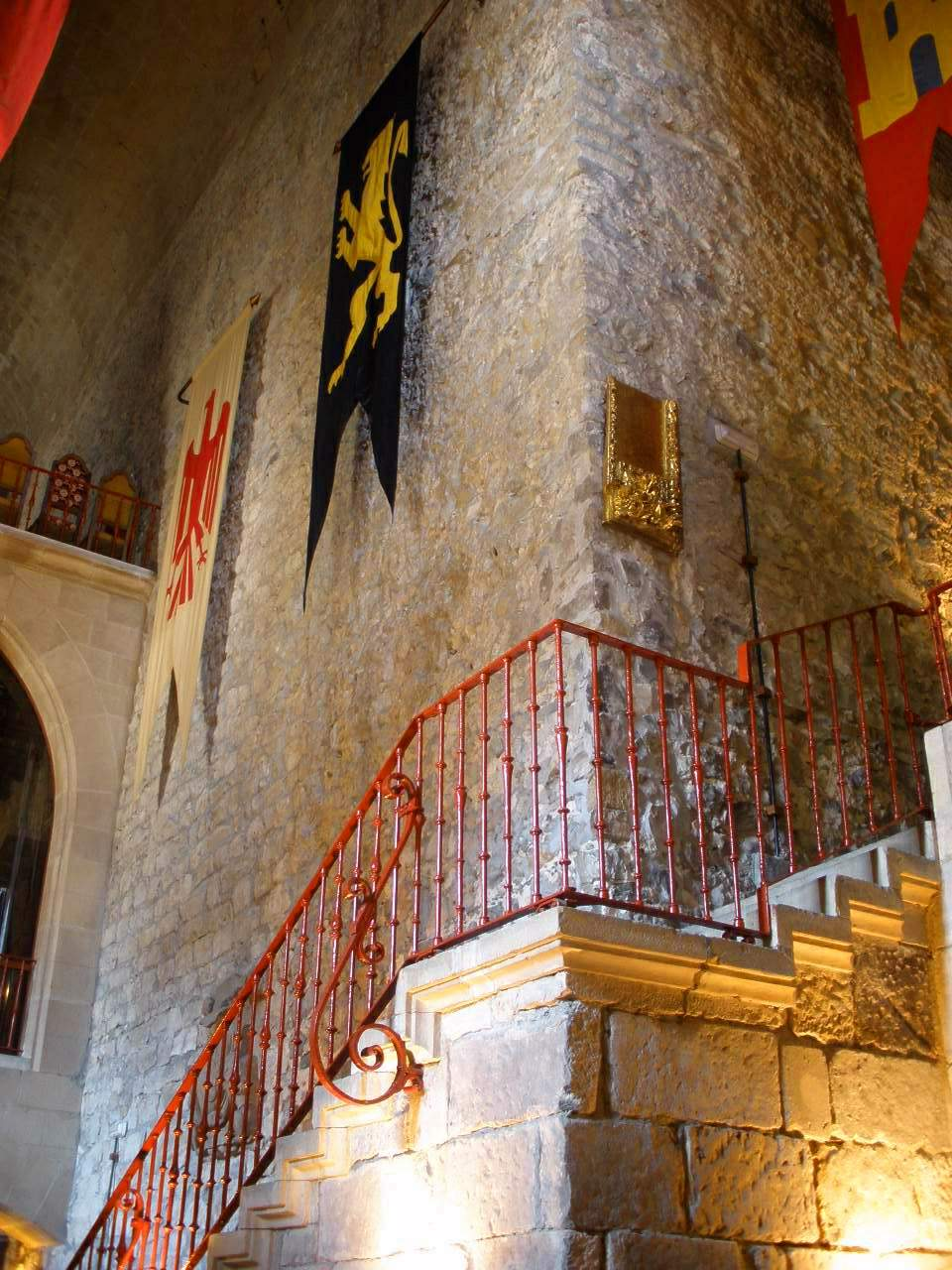
Interior
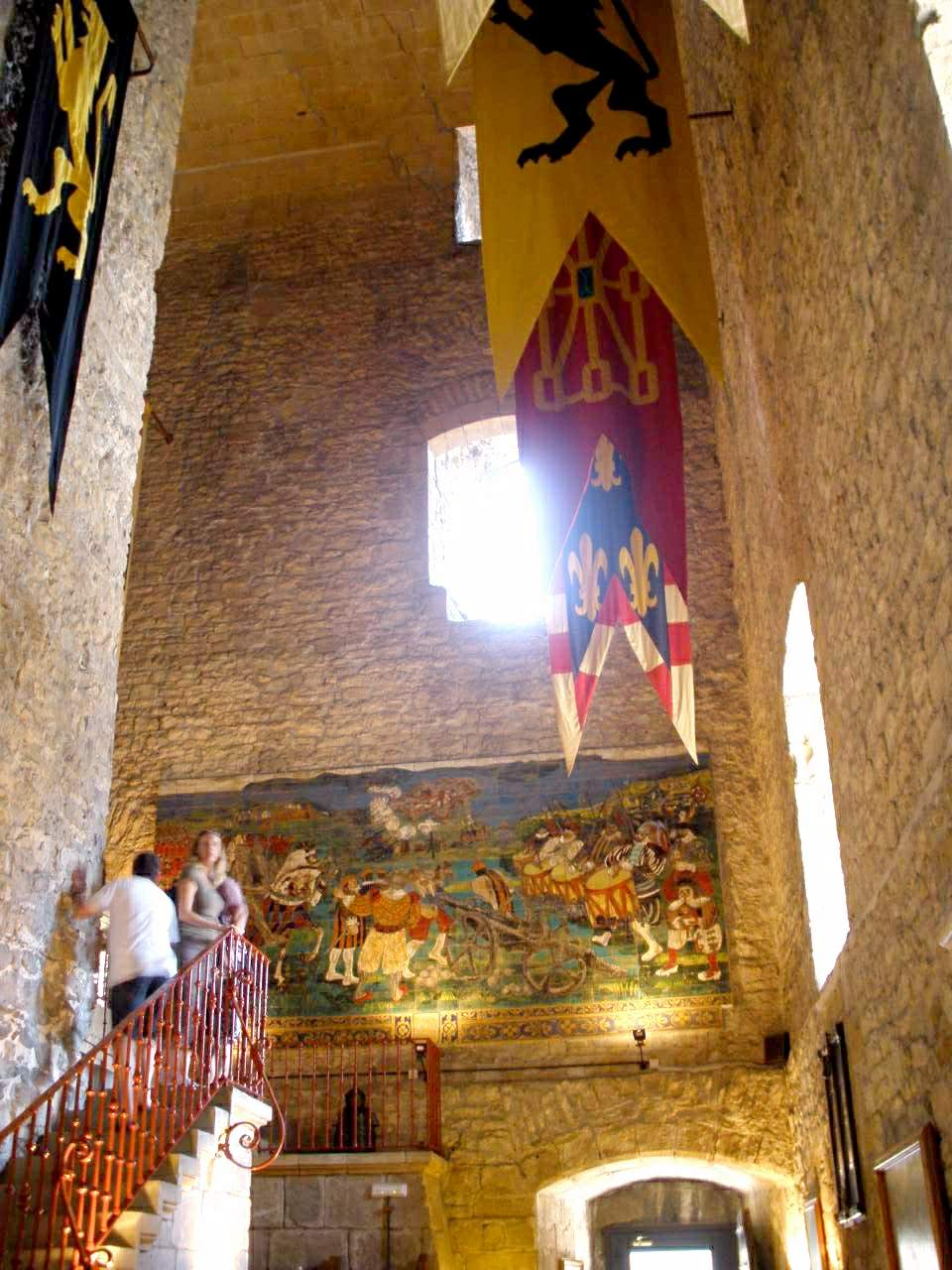
Interior
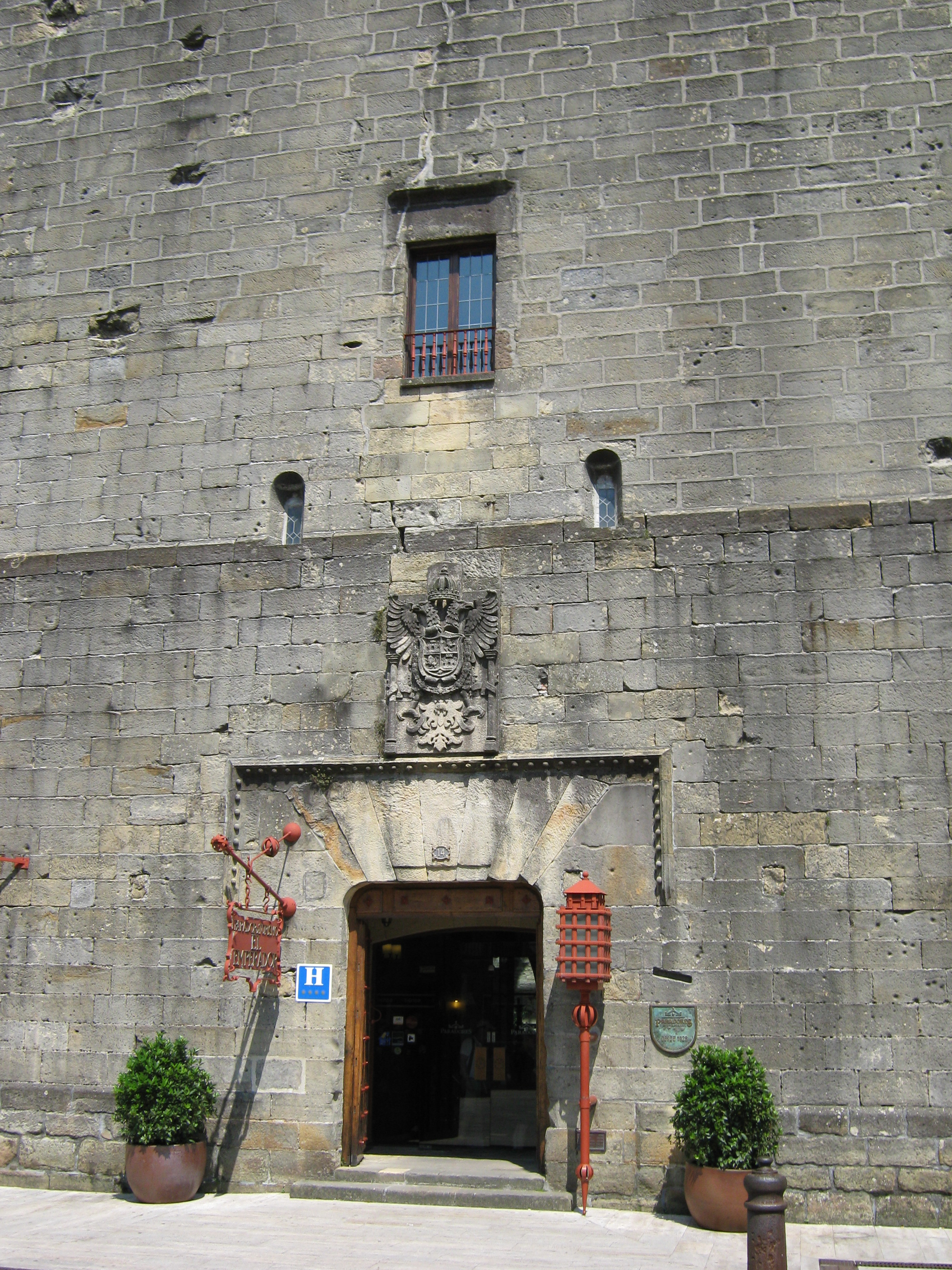
Entrada al castell